# Décentralisation en France
Ne doit pas être confondu avec déconcentration.
La décentralisation en France est le processus d’aménagement de l'organisation de l’État, consistant à transférer des pouvoirs décisionnaires et de compétences administratives vers des collectivités locales distinctes de lui.
La France est un pays dont l'État a une organisation territoriale centralisée, héritée notamment de la Révolution française et de l'absolutisme. Plusieurs lois de décentralisation sont votées sous la Cinquième République à partir des années 1980. La révision constitutionnelle du 28 mars 2003 ajoute symboliquement à l'article premier de la Constitution que la France est une république dont l'« organisation est décentralisée ».

## Les types de décentralisation
La décentralisation est le fait pour l'État de transférer des compétences à des personnes morales qu'il crée (par opposition à la déconcentration, qui est le transfert de compétences à l'intérieur de l'État ; il n'y a pas alors création de personne morale). Ces personnes morales peuvent avoir vocation générale (on parle de décentralisation territoriale : elle concerne les collectivités territoriales qui ont compétence pour toutes les affaires de leur territoire) ou vocation spécifique (on parle de décentralisation fonctionnelle : elle concerne les établissements publics, qui n'ont compétence que pour ce que leurs statuts déterminent). Il existe une troisième catégorie de décentralisation, annexe, qui regroupe les cas particuliers de la Banque de France et des groupements d'intérêt public.
« La décentralisation territoriale vise à donner aux collectivités territoriales des compétences propres, distinctes de celles de l’État, à faire élire leurs autorités par la population et à assurer ainsi un meilleur équilibre des pouvoirs sur l’ensemble du territoire. La décentralisation rapproche le processus de décision des citoyens, favorisant l’émergence d’une démocratie de proximité. Elle prend sa complète signification quand elle donne à ces collectivités une suffisante maîtrise des ressources financières qui leur sont nécessaires ».

### Décentralisation fonctionnelle (ou technique)
Elle va apparaître à partir du moment où une personne morale de droit public (État ou collectivité territoriale) décide de ne pas gérer un service public mais d'en transférer la gestion à un organe distinct que l'on appelle établissement public, comme ce fut le cas en France pour les universités, les hôpitaux publics, les musées nationaux, les Régions (de 1972 à 1982).

### Décentralisation économique
Le terme décentralisation désigne également une politique d'aménagement du territoire visant à diminuer le poids économique relatif de la région parisienne dans le développement territorial. On a aussi parlé de déconcentration industrielle, notamment au milieu des années 1950 en France, où l'État cherchait à sortir les industries de ce cercle parisien. Le terme de développement exogène des territoires était employé. Cette logique descendante sera vivement critiquée par les tenants du développement local, dès le milieu des années 1960, prônant un soutien des initiatives locales plutôt que de déplacer des structures existantes. En France, d'importantes disparités territoriales ont conduit à ce type de décentralisation. La région Île-de-France concentre en effet un sixième de la population et de l'activité économique, tandis qu'ailleurs, hormis pour les grandes villes, de nombreux endroits se désertifient d'une façon jugée inquiétante. C'est dans ce contexte qu'a été mise en œuvre une ardente politique d'aménagement du territoire dans les années 1960 grâce à la formation de la Délégation interministérielle à l'aménagement du territoire et à l'attractivité régionale (devenue, par un décret du 31 décembre 2005, la Délégation interministérielle à l'aménagement et à la compétitivité des territoires). Cette décentralisation s'est faite notamment par le biais de créations de métropoles d'équilibre.

## Histoire

Carte des parlements précédant la Révolution française.

Les parlements du royaume de France possèdent le droit de remontrance et peuvent refuser d'enregistrer certaines lois.
Le terme de « province » apparaît au XVe siècle pour décrire les circonscriptions administratives créées pour lutter contre les structures féodales. Le clivage centre/périphérie apparaît au XVIIe siècle. L'ancien Régime connaît déjà le « millefeuille territorial » et les strates locales inutiles.

La monarchie absolue qui se met en place au sortir du Moyen Âge sur les principes de Jean Bodin a une forte tendance centralisatrice malgré la résistances des assemblées, du clergé et des us et coutumes locaux.
Les départements sont créés par l'Assemblée constituante avec l'objectif de casser les particularités liées aux privilèges de l'Ancien Régime.
La monarchie de Juillet rétablit l'élection des conseillers municipaux et généraux. En 1837, la personnalité civile de la commune est reconnue.
Lors de la période de l'Empire libéral, Napoléon III met en place deux lois de décentralisation, en juillet 1866 et 1867. La première accorde aux conseils généraux l'autonomie sur un certain nombre d'affaires, la deuxième atténue la tutelle préfectorale sur les décisions des collectivités locales. Le programme de Nancy, plus ambitieux, n'est pas mis en place en raison de la guerre franco-prussienne.

Le « programme de Nancy » est le nom que porte le projet de 19 notables lorrains de différents bords politiques opposés à la centralisation parisienne. Ils publient en 1865 un « projet de décentralisation ». Le projet a un certain écho et Émile Ollivier le président du conseil demande à Napoléon III la mise en place d'une commission extraparlementaire sur le sujet. L'empereur accepte en février 1870, mais les travaux sont interrompus par la guerre,,.

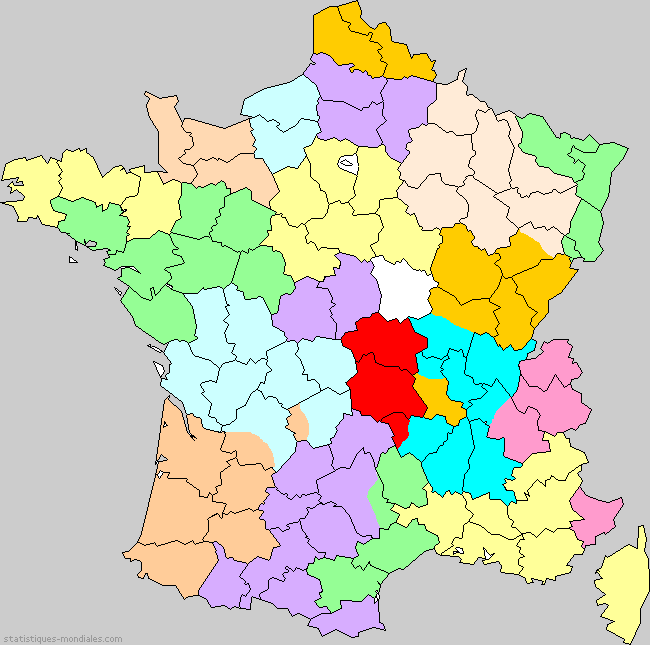
Les régions Clémentel.

Les premières lois de décentralisation interviennent dans les décennies suivantes, les 10 août 1871 et 5 avril 1884. Ces lois ont respectivement organisé l'administration du département, instauré le conseil général et déterminé un régime d'administration communale à deux autorités : le maire et le conseil municipal. À cette époque, les compétences des départements et communes étaient très limitées. C'était le préfet qui détenait le pouvoir exécutif du département. Jusqu'en 1982, il exerçait un contrôle très étroit, dit de tutelle, sur les actes des collectivités territoriales (autorisation d'annulation et système d'approbation).
À partir de 1920 les départements se révèlent trop petits pour les enjeux économiques. Le ministre Étienne Clémentel crée les régions économiques « Clémentel » en 1919 en regroupant les chambres de commerce.
À la suite des décrets-lois Poincaré de 1926, les communes sont autorisées à prendre des participations à des « sociétés de construction ou d'exploitation de services communaux ». Leur participation est cependant limitée à 40 % du capital et doit être validée par le Conseil d'État.

Le Syndicat intercommunal à vocation unique est créé en 1890 et permet le regroupement des actions des communes.

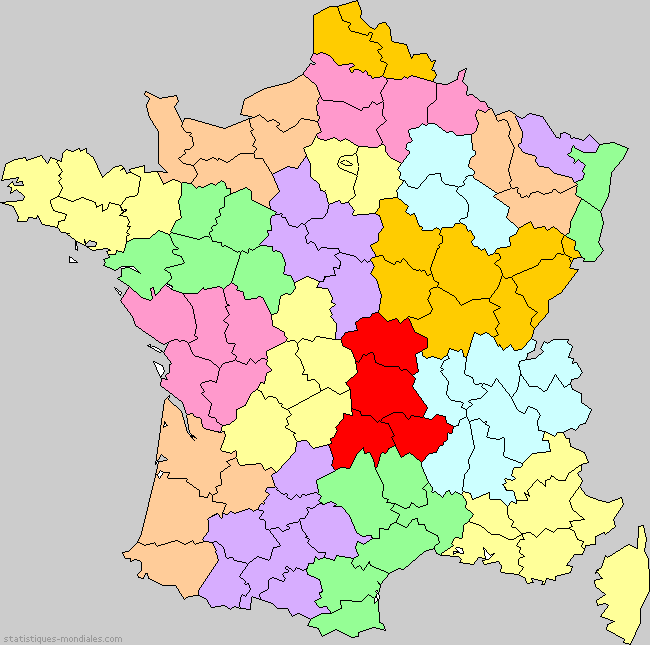
Les régions de Pétain.

Philippe Pétain souhaitait recréer des territoires s'inspirant des provinces de l'Ancien Régime, correspondant approximativement aux régions. Le 19 avril 1941, il crée dix-sept préfets régionaux chargés de relayer l'action du gouvernement de Vichy et de surveiller les départements.
Charles de Gaulle souhaitait mettre en place les régions, mais quitte la vie politique à la suite de l'échec du Référendum constitutionnel français de 1969.

### Acte I de la décentralisation
La première vague de décentralisation est justifiée par la crise des années 1970 : la tendance small is beautiful pousse à trouver des solutions locales face à un État dénoncé comme interventionniste.
La loi Defferre, nommée d'après Gaston Defferre, parfois appelée « Acte I de la décentralisation » est promulguée le 2 mars 1982 par le gouvernement de Pierre Mauroy. Elle apporte trois innovations majeures :
1. La suppression de la tutelle administrative a priori exercée par le préfet, qui est remplacée par un contrôle de légalité a posteriori exercé en premier par les services préfectoraux qui émettent des avis juridiquement tranchés par le tribunal administratif et la chambre régionale des comptes de son ressort territorial ;
2. Le transfert de l'exécutif départemental du préfet au président du conseil général ;
3. L'élévation de la région en une collectivité territoriale de plein exercice ;

À la suite de la loi Defferre, les lois des 7 janvier et 22 juillet 1983 vont répartir les compétences entre l'État et les collectivités territoriales et instaurer le transfert de ressources.
Pendant les années 1980, la première vague de décentralisation voit l'État se décharger de politiques coûteuses comme l'action sociale ou les infrastructures routières sur les collectivités locales. Cependant, les transferts financiers de l'État ne suivent pas l'augmentation des dépenses. Les collectivités et l'État limitent les dépenses avec difficulté dans les années 1990. Le début des années 2000 voient une demande d'augmentation de l'autonomie des collectivités pour assurer les financements.

### Acte II de la décentralisation
Le gouvernement de Jean-Pierre Raffarin a remis sur l'agenda politique la réforme de la décentralisation entre 2002 et 2004, notamment avec la loi constitutionnelle du 28 mars 2003 relative à l'organisation décentralisée de la République française. Il s'agit de l'Acte II de la décentralisation. Ces lois décident :
1. Les principes de l'autonomie financière des collectivités territoriales (communes, départements, régions) ;
2. L'inclusion des termes région et décentralisation dans la Constitution ;
3. Le transfert de trois nouvelles compétences aux régions en 2004 et 2005 : la gestion du personnel non enseignant des lycées, la totalité de la formation professionnelle, l'organisation des transports ferroviaires régionaux ;
4. L'instauration du référendum décisionnel local ;
5. L'instauration d'un droit de pétition.

La réforme constitutionnelle de 2003 consacre l'autonomie financière des collectivités locales, même si celles-ci restent largement dépendantes de l'État. De plus, à la suite de la crise de 2007, l'État souhaite réduire ses dépenses structurelles.
Malgré une modification de la Constitution, le bilan du deuxième acte de décentralisation est décevant : les départements ne bénéficient pas de pouvoir de décision réel, et sont pour Philippe Estèbe des « agences départementales de l'État ». Les régions n'ont pas de pouvoir législatif, réglementaire, ou de tutelle sur les échelons inférieurs.

#### Réforme de 2010
La réforme mise en œuvre sous la présidence de Nicolas Sarkozy a pour but une réduction des coûts. L'État renforce son contrôle sur les collectivités locales et réduit leur autonomie financière. La suppression de la taxe professionnelle diminue fortement les ressources des collectivités.

### Acte III de la décentralisation
Mener un nouvel acte de décentralisation était une promesse de campagne du président François Hollande. Cet Acte III de la décentralisation débute en 2013.
Les principales lois votées pendant la présidence de François Hollande concernant la décentralisation sont la Loi de modernisation de l'action publique territoriale et d'affirmation des métropoles, la Loi relative à la délimitation des régions, aux élections régionales et départementales et modifiant le calendrier électoral et la Loi portant nouvelle organisation territoriale de la République.

### Acte IV de la décentralisation
L'Acte IV de la décentralisation est lancé en 2021, en réponse au mouvement des gilets jaunes. Il a lieu sous la présidence d'Emmanuel Macron, avec la loi 3D, pour « Décentralisation, différenciation et déconcentration » ; ensuite renommée 4D puis 3DS, une loi technique donnant plus d'autonomie aux collectivités locales.
En mai 2024, un rapport de mission (240 pages) confié à Boris Ravignon (maire de Charleville-Mézières et président d'Ardenne Métropole), intitulé Coûts des normes et de l'enchevêtrement des compétences entre l'État et les collectivités : évaluation, constats et propositions, estime ce coût à 7,5 milliards d’euros au moins (soit environ 0,3 % du PIB) principalement supporté par les collectivités (6 milliards d'euros). Des propositions sont faites pour diminuer ces coûts (ex. : simplifier la gestion des ressources humaines des collectivités, rendre plus efficientes les règles et l’organisation de la commande publique, réduire le nombre d’échelons de gestion sur chaque territoire en supprimant les départements dans les grandes zones urbaines et en transférant leurs compétences aux intercommunalités, agglomérations ou métropoles…
Le 30 mai 2024, un autre rapport, commandé par Emmanuel Macron à Éric Woerth, est rendu public après avoir été rendu au gouvernement début mai. Il porte sur la décentralisation et sur la répartition des compétences entre les collectivités. Conçu « comme un projet de loi », il préconise des mesures entre État, collectivités et intercommunalités pour redistribuer les ressources entre échelons. Dans cette version : « le bloc communal est celui des services publics de proximité, le département celui des solidarités et de la résilience des territoires, et la région celui du développement économique et de la planification active ». Le rapport plaide pour une « révision constitutionnelle », clarifiant la notion de chef de file, qui pourrait alors être associé à « l'exercice du pouvoir règlementaire » sur les domaines concernés, ainsi qu'une fonction de planification et d'organisation des financements croisés. L'idée d'un nouveau statut de conseiller territorial est reprise. 
En particulier, la Région, déjà responsables des SRADDET, chef de file sur le thème Climat/Air/Énergie et sur la biodiversité, serait confortée comme « instance de planification dans les domaines de la transition écologique et du développement économique », en coanimant les COP et en participant aux CRTE, à l'établissement des zonages fiscaux et logement (à l'image du « Pinel Breton »). La Région deviendrait chef de file sur le tourisme, et « davantage associée aux programmes de soutien aux entreprises mis en place par les différentes agences de l'État ». Elle co-signerait et co-financerait des Conventions d'objectifs et de moyens entre les CCI et l'État, et contractualiserait avec Bpifrance. Ses missions sur le transport ferroviaire seraient élargies « à l'ensemble des trains d'équilibre du territoire », avec une décentralisation de la gestion de plusieurs grands ports maritimes et de certains aéroports. Son rôle sur l'orientation des lycéens et sur l'enseignement supérieur serait renforcé. Le partage des compétences « en matière d'emploi et de formation professionnelle » ne changerait pas. Certains cumuls de mandat seraient possible. Le nombre de conseillers municipaux serait réduit...
Éric Woerth avance aussi des propositions sensibles politiquement, notamment la suppression de la Métropole du Grand Paris pour « faire à terme de l'Île-de-France une “région-métropole” », de prévoir « une loi spécifique » pour la Métropole Aix-Marseille-Provence « en cas de blocage politique persistant » et recommande de « maintenir la collectivité européenne d'Alsace dans la région Grand-Est ». Le député Renaissance et ancien ministre de Nicolas Sarkozy suggère également un cumul de certains mandats, afin de « permettre à tout parlementaire d'exercer le mandat de maire, d'adjoint au maire » ou de président d'intercommunalité, mais aussi de « réduire de 20 % le nombre de conseillers municipaux », soit une baisse « de l'ordre de 100 000 » élus, mais d'« élire lors d'un même scrutin » les conseillers régionaux et départementaux et de modifier les règles à Paris, Lyon et Marseille, pour y choisir les maires par « un scrutin de listes à deux tours ». 
Une concertation avec les élus est entamée, sous l'égide de Gabriel Attal, pour préparer une probable nouvelle avancée de décentralisation. Éric Woerth a discuté de ses propositions avec les sénateurs de la commission des lois et de la délégation aux collectivités territoriales, avant de rencontrer les associations d'élus locaux.

## Critiques
En 2007, un rapport de l'OCDE critique « de nombreux chevauchements de compétences » et demande de clarifier les compétences de l'État ou des collectivités locales, dans un but de plus grande responsabilité.
Dans un rapport de 2009, la Cour des comptes critique les lois de décentralisation de 1982 et 2003, qui n'ont pas clarifié les compétences des différents échelons et n'ont pas conduit à une gestion plus efficace ou plus économe.
Malgré plusieurs lois de décentralisation, la France est en 2020 l'une des démocraties les plus centralisées. Le code général des collectivités territoriales laisse peu d'autonomie aux collectivités.
Dans un rapport de 2023, la Cour des comptes critique la confusion des compétences de chaque échelon et un financement inadapté des collectivités locales. Pour l'éditorialiste de Challenges Ghislaine Ottenheimer, le rapport décrit un fiasco absolu. Pour elle, « C'est comme si le pouvoir politique avait fait semblant. Semblant de réformer, semblant de partager, semblant d'être efficace. ».
Enfin, alors que la politique de décentralisation initiée depuis les années 1980 s'inscrit dans une volonté de « calmer » les revendications régionalistes, l'universitaire et politiste Benjamin Morel, dans son ouvrage La France en miettes, relève qu'au contraire ce processus amène à de nouvelles exigences en matière culturelle et identitaire, entraînant de ce fait un régionalisme exacerbé voire de tendance sécessionniste, l'universitaire prenant comme exemple la Corse et la Bretagne.